# Équipe cycliste Union cycliste de Châteauroux
 (février 2020).
L'équipe cycliste Union Cycliste de Châteauroux (U.C.C.) est une équipe cycliste française ayant évolué en Division Nationale 1 dans les années 1990 et basée à Châteauroux dans l'Indre. Elle est présidée par Serge Guillaneuf depuis 2018.
Le club a également une activité d'organisation de courses cyclistes, notamment le Grand Prix Christian Fenioux qui se déroule chaque année en août, et au début des années 2000 la Classic de l'Indre.

## Histoire de l'équipe
Fondée en 1950, l'équipe réalise ses meilleures performances à la fin des années 1990 avec l'arrivée de Christian Fenioux, fondateur des Laboratoires Fenioux, qui aide au développement de l'équipe, qui permet au club d'évoluer en Division Nationale 1 (DN1). 26 coureurs issus du club de atteignent les rangs du cyclisme professionnel, dont le Luxembourgeois Fränk Schleck (en 2002) ou le Français Romain Feillu (en 2003).
L’équipe élite cesse d'exister fin 2006 et évolue au niveau départemental.